# ランチア・フラヴィア
フラヴィア (FLAVIA)は、ランチアが製造・販売していた自動車である。

## 概要
当時の大衆車アッピアと、高級車フラミニア間の車格上のギャップを埋める中級車として企画された。設計は当時のランチア社の主任設計者で、戦前フィアットで初代フィアット・500をダンテ・ジアコーサと共同開発したアントニオ・フェッシアであった。
ランチアの名にふさわしく、アルミニウム合金製水平対向4気筒エンジン、ダンロップ製4輪ディスクブレーキを持つ前輪駆動（FWD）車という、当時としては極めて先進的な設計を持っていた。

## 初代 (1961-1971年)
当初は「ベルリーナ」と呼ばれた1,500ccの4ドアセダンが発売され、1961年秋のトリノショーで最初に追加されたのはピニンファリーナ製の2ドアクーペで、ホイールベースはベルリーナよりも短縮された。続いてヴィニヤーレ製の2ドアコンバーチブル、ザガートのデザインによるルーフまで回り込んだクオーターウインドウを特徴とする「スポルト・ザガート」が追加された。スポルトのエンジンはツインキャブレターで100馬力に強化されていたが、非常にデリケートな調整を要する気難しいエンジンであったといわれる。
その後、高いシャシーの能力に引き換え相対的にパワー不足であるとの声に応えるため、エンジンが徐々に強化された。1,800ccの機械式燃料噴射モデルや5段MTモデルが追加された後、1969年にランチアがフィアット傘下に入ると、ヴィニアーレ・ザガート両モデルは生産中止され、フェイスリフトされたベルリーナとクーペのみが2,000ccエンジンを与えられて生き残った。
1971年には、フラヴィアの名称から「2000」と改名された。

### 日本への輸入
フラヴィアは1965年以降、当時の日本総代理店であった国際自動車商事を通じて限られた台数が輸入された。1972年10月号カーグラフィック誌のランチア特集号によれば、スポルト・ザガートは3台輸入され、1台は売れ残って本国に返品されたという。ヴィニアーレ製のコンバーチブルも少なくとも1台は輸入された。最も台数が多かったのはピニンファリーナ製のクーペであったようである。
ベルリーナも少なくとも2台は輸入され、日本のあるメーカーの実験車として使われた後、1970年代後半の一時、自動車評論家の三重宗久が所有していた。もう1台は新車時から40年近く女性ワンオーナーで極上のコンディションで維持され、最近になって中古車市場に出回った。
また、1970年をもって国際自動車商事はランチアの輸入から撤退したため、後期の「ランチア2000」は輸入されなかった。フラヴィアは製造時の品質が高く、故障も比較的少ないといわれるが、スペアパーツが入手困難であった当時の日本で維持することは容易でなかった。現在のヒストリックカーイベントなどで見かけられるフラヴィアのほとんどは、近年になって輸入されたものである。

## 2代目 (2011-2014年)
36年ぶりに復活したフラヴィアは傘下のクライスラーからOEM供給されるモデルとなり、同社のクライスラー・200をベースとしている。ボディタイプは200同様にセダンとコンバーチブルの2種で、2.4Lエンジンやプラットフォームなどメカニズムも共通している。内外装もほぼ共通の仕様となり、エンブレムがランチアに変更される程度の違いしかない。